# Santa Verna
Santa Verna est un site archéologique situé à Xagħra, sur l'île de Gozo, dans l'archipel de Malte. Le site était à l'origine occupé par un village daté du Néolithique, sur lequel fut édifié ultérieurement un temple mégalithique.

## Historique
Le site tient son nom d'une chapelle dédiée à Sainte Venera qui se trouvait autrefois à proximité du temple. Il a été découvert par Nikola Said, un employé des travaux publics, et signalé par l'archéologue Manwel Magri au début du XXe siècle. Thomas Ashby et R.N. Bradley ont fouillé le site en 1911. David H. Trump a fouillé le site en 1961 et c'est à cette occasion que l'existence d'un village antérieur au temple a été documentée.
Le site a été inscrit sur la liste des antiquités de 1925.

## Description
Santa Verna était à l'origine un village néolithique. Des restes de céramique découverts sur place ont été datés d'environ 5000 av. J.-C., et rattachés à la période de Għar Dalam.
Le temple est désormais complètement ruiné et les seuls vestiges qui en demeurent sont trois grands orthostates et quelques blocs de pierre disposés horizontalement, qui doivent correspondre à un mur d'enceinte. En 2015, des fouilles approfondies ont révélé que le temple comportait cinq absides, ce qui a permis de rattacher sa construction à la période Ġgantija. Le temple de Ġgantija est d'ailleurs situé à moins d'un kilomètre à l'est de celui de Santa Verna.
Les fouilles de 2015 ont aussi permis de recueillir des ossements d'animaux et des traces de la consommation de blé, d'orge et de légumineuses.